# Perizoma constellata
Perizoma constellata là một loài bướm đêm trong họ Geometridae.